# Zavitaja
La Zavitaja (in russo Завитая?) è un fiume dell'Estremo Oriente russo, affluente di sinistra dell'Amur. Si trova nell'Oblast' dell'Amur. 
La sorgente del fiume, che scorre attraverso un'ampia vallata, è situata nella parte boscosa del bassopiano della Zeja e della Bureja. La corrente è lenta, i tratti superiori sono paludosi. La Zavitaja scorre in direzione sud-occidentale e sfocia in un canale secondario dell'Amur (il Pojarkovskaja) vicino al villaggio di Pojarkovo. La lunghezza del fiume è di 262 km, l'area del bacino è di 2 790 km².
Nell'interfluvio dei fiumi Zavitaja e Bureja sorge la città di Zavitinsk.